# Лилль, Пауль
Пауль Лилль (эст. Paul Adolf Lill; 25 января 1882, дер. Рообе, Юрьевский уезд, Лифляндская губерния, Российская империя — 13 марта 1942, Свердловск) — эстонский военный деятель, генерал-лейтенант (1938).

## Биография
Родился в деревне Рообе Юрьевского уезда Лифляндской губернии (ныне — волость Йыгевесте уезд Йыгевамаа Эстонии). Получил домашнее начальное образование.
Окончил Виленское военное училище по первому разряду (1904), Николаевскую академию Генерального штаба (1911). Участвовал в Первой мировой войне в чине штабс-капитана, командуя ротой 95-го пехотного Красноярского полка. Оставлен на поле боя и попал в немецкий плен, где находился с октября 1915 до декабря 1918 года.
После возвращения из плена служил в эстонской армии, участвовал в Освободительной войне, был начальником отдела оперативного штаба. В 1920 — начальник штаба Оборонительных сил, в 1925—1933 — заместитель военного министра, в 1933—1939 — министр обороны Эстонии. Награждён Крестом Свободы первого разряда второй степени — за военные заслуги.
После вхождения Эстонии в СССР в 12.1940 был выселен из своей квартиры в Таллине. 14 июня 1941 был арестован органами НКВД, умер в свердловской тюрьме.